# Konstal 805N-Enika
Konstal 805N-Enika – wagony tramwajowe 805Na, zmodernizowane w roku 2005 i 2011 przez MPK Łódź. Łącznie zmodernizowano do tego typu 8 wagonów.
Modernizacja ta objęła wygląd, wnętrze, maszyny drzwiowe, pulpit i napęd silnikowy. Napęd dostarczyła firma Enika, system informacji pasażerskiej – R&G, a fotele – Astromal.
Pierwsze dwa składy, 1912+1913 i 1922+1923, zostały zmodernizowane na bazie pudeł przygotowanych uprzednio dla wagonów 805N-Elin. Do 2015 roku składy stacjonowały w zajezdni Telefoniczna (poprzednio w zajezdni Chocianowice).
W 2011 roku zmodernizowane zostały również wagony 1013+1014 i 1712+1738 – pierwszy skład od kwietnia 2011 roku stacjonuje w zajezdni Telefoniczna, drugi od stycznia 2012 roku.
Wszystkie cztery składy mają aparaturę dostarczoną przez firmę Enika. Wagony 1912+1913 i 1922+1923 różnią się wyglądem i liczbą drzwi od nowszej modernizacji – wagony zmodernizowane w 2011 roku mają zmieniony design zewnątrza pojazdu oraz są wyposażone w trzy dwupłatowe drzwi wykładane na zewnątrz.
W 2016 roku wagony prowadzące 1912 i 1922 zostały sprzedane do spółki Tramwaje Elbląskie, a doczepy 1913 i 1923 zostały zmodernizowane do standardu Konstal 805N-M12 Woltan.